# Gauss-folyamat
A Gauss-folyamat folytonos idejű sztochasztikus folyamat. Nevét Carl Friedrich Gaussról kapta, mivel szorosan kötődik a Gauss-eloszláshoz.

## Definíció
Gauss-folyamatnak nevezünk egy {\displaystyle B\colon \Omega \times [0,\infty )\to \mathbb {R} } sztochasztikus folyamatot, ha teljesül az alábbi két tulajdonság:
- folytonos trajektóriájú, azaz {\displaystyle \forall \omega \in \Omega } a {\displaystyle t\mapsto B(\omega ,t)} leképezés (trajektória) folytonos.
- {\displaystyle \forall t_{1},t_{2},...t_{r}\in [1,\infty )} véges indexhalmazra {\displaystyle (B_{t_{1}},B_{t_{2}},...,B_{t_{r}})} eloszlása többdimenziós normál eloszlás.

A Gauss-folyamatot meghatározza a várható érték függvénye, és a kovarianciafüggyvénye, előbbi {\displaystyle t\mapsto E(B_{t})}, utóbbi {\displaystyle (s,t)\mapsto {\text{cov}}(B_{s},B_{t})}.

## Speciális Gauss-folyamatok
- Wiener-folyamat
- Brown-híd ({\displaystyle E(B_{t})=0,{\text{cov}}(B_{s},B_{t})=st-\min(s,t)})
- Ornstein–Uhlenbeck-folyamat